# 11027 Astafʹev
11027 Astafʹev eller 1986 RX5 är en asteroid i huvudbältet som upptäcktes den 7 september 1986 av den ryska astronomen Ljudmila Tjernych vid Krims astrofysiska observatorium på Krim. Den är uppkallad efter den ryske författaren Viktor Astafjev.
Asteroiden har en diameter på ungefär tre kilometer.